# Agger (Befestigung)

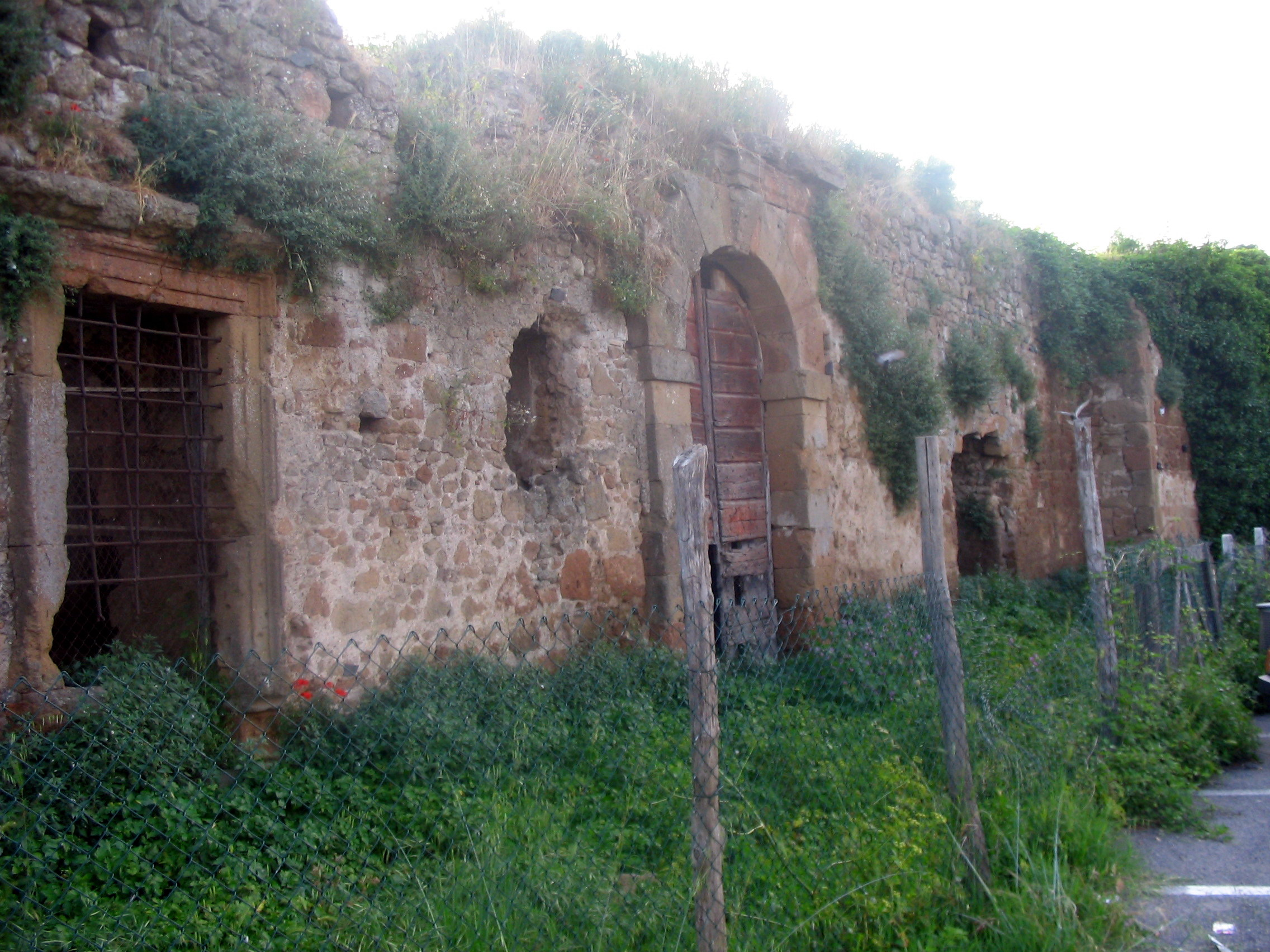
Reste des Agger in Ardea

Der Begriff Agger (lateinisch „Erddamm“, „Erdwall“, Schutzwall, Damm) bezeichnet im Allgemeinen ein Erdbauwerk, das im römischen Reich für vielfältige Zwecke genutzt wurde.
In erster Linie steht der Begriff Agger für aus Erde errichtete Dämme oder Wälle, die zur Befestigung römischer Marschlager dienten. Ein Abschnitt der Servianischen Stadtmauer, der den besonders gefährdeten Teil nahe der Porta Esquilina schützte, wurde Agger Tarquinii oder meist kurz Agger genannt. Für die Verstärkung von Stadtmauern wurde einseitig ein Agger aufgeschüttet, um ein Durchbrechen der Mauer bei einem Angriff zu erschweren. Die Oberfläche des Agger wurde in manchen Fällen mit Holz oder Ziegelmauerwerk eingefasst. Neben der Bezeichnung für Befestigungswälle wurden auch Ufer- oder Hafenbefestigungen sowie der Damm der Römerstraßen Agger genannt.